# Idrossimetilbilano
L'idrossimetilbilano (HMB) o preuroporfirinogeno è un intermedio nella via metabolica della biosintesi delle porfirine. L'enzima porfobilinogeno deaminasi trasforma il porfobilinogeno in idrossimetilbilano. 